# Examen médical
Wikipédia ne donne pas d'avis médical : seul un professionnel (médecin, pharmacien, etc.) est habilité à le faire.
 (décembre 2023).

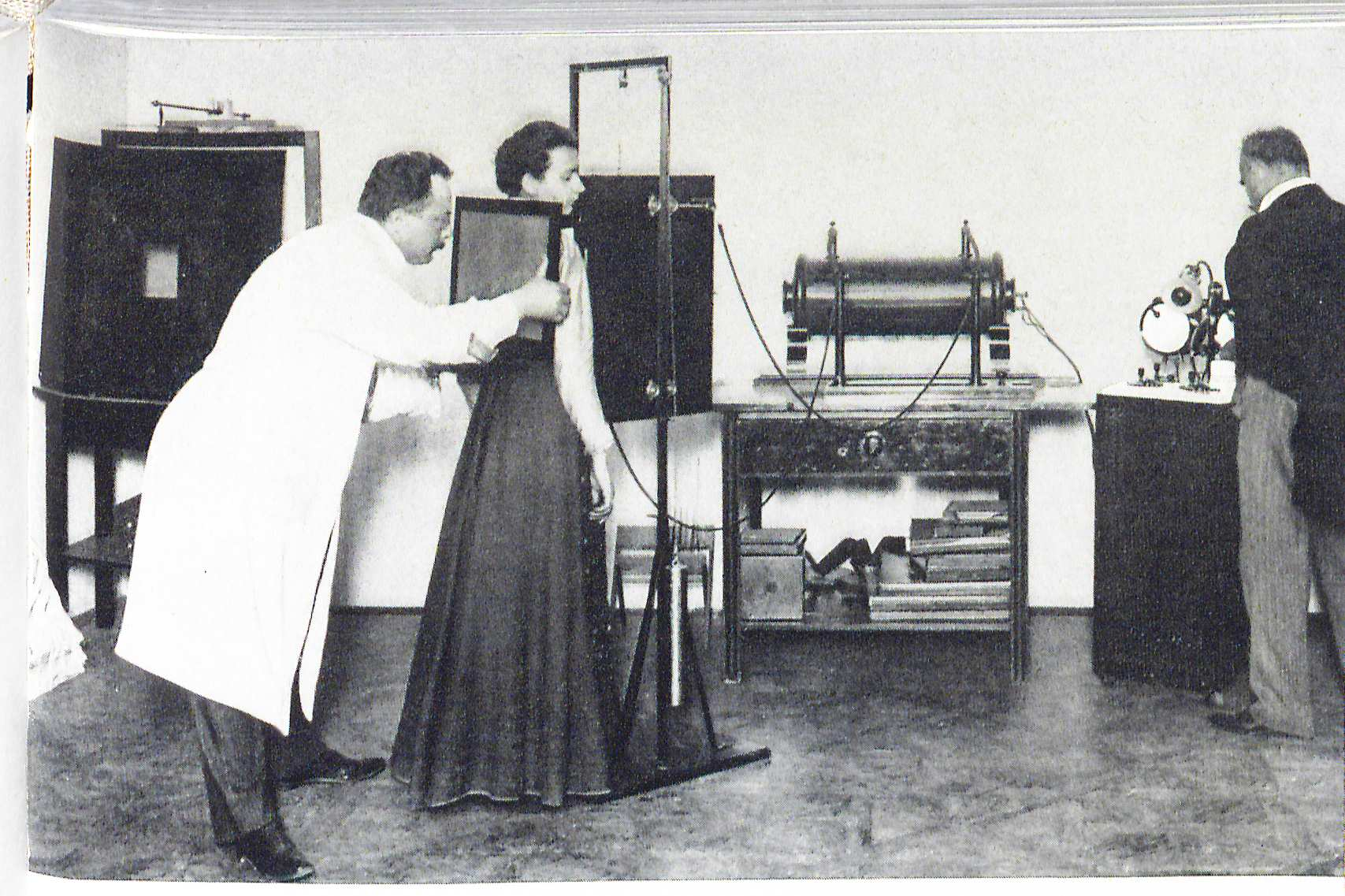
Un examen de radiologie en 1904

Un examen médical est une procédure de diagnostic réalisée pour des motifs de santé. Par exemple :
- pour diagnostiquer des maladies
- pour mesurer la progression, la régression ou la guérison des maladies
- pour confirmer chez quelqu'un l'absence de maladie

Quelques-uns se composent d'un simple examen physique, appelé également examen clinique : il ne requiert que de simples instruments entre les mains d'un médecin, et peuvent être réalisés dans son cabinet. D'autres requièrent un équipement plus sophistiqué et/ou l'usage d'un environnement stérile.
Quelques examens requièrent des tests sur échantillons de tissu ou des liquides corporels qui seront envoyés à un laboratoire médical pour analyse. Quelques tests chimiques simples (comme la mesure du pH de l'urine) peuvent être mesurés directement dans le cabinet du médecin. Parfois la possibilité d'un faux-négatif ou faux positif doit être confirmé par une mise en culture à partir d'échantillons.
Certains examens peuvent également être effectués sur une personne morte dans le cadre d'une autopsie.
Les examens médicaux peuvent être classés en deux catégories :
- examen invasif
- examen non invasif.

En règle générale, le premier requiert une effraction de la peau plus importante qu'une simple ponction veineuse, peut être désagréable, nécessite parfois une anesthésie locale  ou générale, peut  nécessiter une hospitalisation et comporte un certain nombre d'effets secondaires, voire, de risque d'accident. La distinction entre ces deux types d'examen n'est pas si tranchée dans un certain nombre de cas.
Il existe également des examens ionisants. Généralement les examens de radiologie.
La compilation de l'ensemble des données de l'examen médical constitue le dossier médical qui peut être manuscrit ou informatisé.

## Types d'examens médicaux

### Examens au cabinet de consultation
Tout examen clinique débute par un interrogatoire du patient, permettant de déterminer :
- les antécédents :
  - personnels : anciennes maladies, anciens examens,
  - familiaux : à la recherche de maladies héréditaires,
  - chez la femme : antécédents gynéco-obstétricaux, utilisation ou non d'une méthode contraceptive en faisant préciser laquelle (cette information est importante pour éviter de prescrire certains examens ou traitements contre-indiqués en cas de grossesse débutante).
- le motif de la consultation ;
- les symptômes actuels et  leur évolution, retraçant ainsi l' histoire de la maladie ;
- les traitements actuels et passés, médicaux et chirurgicaux, y compris les vaccinations ;
- le mode de vie : prise ou non de toxiques (tabac, alcool…), travail, situation familiale, prise en charge par un organisme de sécurité sociale et/ou une mutuelle.

L'examen clinique comprend  classiquement 4 phases : l'inspection, la palpation, la percussion et l'auscultation.
- L'inspection : le médecin regarde le patient déshabillé.
- La palpation recherche d'éventuels points douloureux, masses anormales d'adénopathies (gros ganglions), augmentation de volume de certains organes comme le foie ou la rate… Elle permet également la "prise du pouls" du patient, habituellement au niveau de l'artère radiale, afin de mesurer la fréquence cardiaque, de dépister une anomalie du rythme cardiaque et de reconnaitre d'éventuelles anomalies de la pulsatilité artérielle (abolie, faible ou au contraire exagérée).
- La percussion permet de détecter d'éventuelles modifications au sein du thorax ou de l'abdomen (anormalement "mat" ou "tympanique")
- L'auscultation, peut être pratiquée de façon "immédiate", le médecin collant son oreille directement sur le corps du patient, ou "médiate" par l'intermédiaire d'un stéthoscope (cas le plus fréquent). Elle permet d'analyser les bruits provoqués par certains organes ou appareils : le cœur, l'appareil respiratoire, l'appareil digestif et les vaisseaux dans diverses localisations (crâne, cou, abdomen, aines...).

Il est en règle générale complété par :
- la détermination du poids et de la taille
- la mesure de la pression artérielle

Et de façon moins systématique par : 
- des tests respiratoires ;
- une étude des examen des réflexes ;
- un examen de la vue :
  - ophtalmoscopie (ophtalmoscope) ;
- un examen de l'ouïe ;
- un toucher rectal ;
- un examen du vagin et du col de l'utérus chez la femme.

### Examens plus invasifs qui requièrent des procédures stériles
Voir articles : 
- biopsies
- ponction lombaire

### Examens qui requièrent une analyse de laboratoire
Voir articles :
- examens sanguins, dont
  - vitesse de sédimentation
  - (hémogramme)
  - test de dépistage du VIH/SIDA (le Western Blot est un test de détection d'anticorps spécifiques du VIH dans le sang, par une technique d’électrophorèse spéciale)
- tests urinaires
- test d'ADN, test d'ARN
- analyse des selles
- gaz sanguins

### Examens qui requièrent une microscopie
Voir articles
- microbiologie

### Examens qui requièrent un équipement médical plus sophistiqué
Voir articles
- radiologie
  - lavement baryté
  - urographie intra-veineuse
- ultrasons
  - échographie
  - doppler
  - Échographie Doppler
- électrocardiographie (ECG)
- électroencéphalographie (EEG)
- scanner
- tomographie à émission de positron
- imagerie par résonance magnétique (RNM, IRM)
  - IRM fonctionnelle
- endoscopie
  - coloscopie
  - cystoscopie
  - sigmoïdoscopie
  - hystéroscopie
  - cœlioscopie
  - colposcopie
- examen de l'appareil respiratoire
  - pléthysmographie